# Lonchocarpus santarosanus
Lonchocarpus santarosanus är en ärtväxtart som beskrevs av John Donnell Smith. Lonchocarpus santarosanus ingår i släktet Lonchocarpus och familjen ärtväxter. IUCN kategoriserar arten globalt som sårbar. Inga underarter finns listade i Catalogue of Life.